# Óčko
«Óčko» — перший чеський музичний телеканал, який розпочав мовлення 2002 року.

## Про канал
Аудиторія каналу — глядачі 12-35 років. Канал транслює відеокліпи різноманітних музичних жанрів, включаючи останні хіти.
Окрім самих кліпів, в програмі каналу є різні шоу, які концентруються на певному музичному стилі. Також «Óčko» транслює концерти наживо, як чеських так і закордонних музикантів. Вісім годин на день канал є інтерактивним, на програму впливають самі глядачі, голосуючи в SMS або e-mail за пісню, яку б вони хотіли побачити в ефірі.
«Óčko» був одним з перших чеських телеканалів, що повністю транслювався онлайн. Користувачі інтернету можуть дивитись цей канал безкоштовно у високій якості.
Канал проводить популярний щорічний фестиваль «Óčko Music Awards», де глядачі голосують за номінантів з чеської та світової музики.
Категорії: найкращий співак та співачка, найкращий гурт, найкращий хіп-хоп виконавець, найкращий рок-гурт, найкращий кліп, R&B, поп та найкращий новачок.

## Шоу
- Inbox — інтерв'ю та розмови
- Akcelerace («acceleration») — відеокліпи
- News — нові відео
- Trendy Face — професіональні стилісти змінюють зовність пересічним людям з вулиці
- Cz & Sk — чеські та словацькі відеокліпи
- Jízda («drive») — відеокліпи
- No Future — все про панк
- 5th element — все про Хіп-хоп
- Dojezd («range») — відеокліи в режимі нонстоп, обрані глядачими
- Frisbee — все про електронну та танцювальну музику
- Hitzone 80's — старі кліпи
- Babylon — Латиноамериканська музика, реґі, блюз
- BreakOut — менш відомі співаки та гурти
- Cream — новини з музичного світи
- VIP Mix — кліпи обрані знаменитостями
- Official Czech chart — Czech Top 40
- FlashIn — новини про сучасну моду
- Happy Tree Friends — мультфільм
- Hip Hop don't stop — Хіп-хоп музика
- host Ocka («гість Óčko») — ток-шоу
- Rock therapy — рок музика
- Pelíšky slavných («Ліжка відомих») — програма на кшталт MTV Cribs